# Austro-Ugarska
Austro-Ugarska Monarhija – poznata i pod nazivima Austro-Ugarsko Carstvo i Dvojna Monarhija – bila je Habsburška Monarhija u razdoblju od 1867. do 1918., tj. od Austro-ugarske nagodbe do kraja Prvoga svjetskog rata. Bila je srednjoeuropska višenacionalna država s vladarima iz habsburške dinastije, a po površini je, nakon Ruskog Carstva, bila najveća država u Europi.

## Ime države
Službeno puno ime monarhije bilo je Kraljevine i zemlje zastupane u Carevinskom vijeću i Zemlje svete ugarske krune Svetog Stjepana, pri čemu se naziv Kraljevine i zemlje zastupane u Carevinskom vijeću odnosio na austrijski dio monarhije, a naziv Zemlje svete ugarske krune Svetog Stjepana na ugarski dio. Prilikom sklapanja Austro-ugarske nagodbe nije bilo dogovoreno pitanje imena nove državne zajednice, te će 1868. car Franjo Josip donijeti odluku kako će u međunarodnim odnosima monarhija zbog ekonomičnosti i jasnoće naizmjenično koristiti skraćena imena Austro-Ugarska Monarhija i Austro-Ugarska Carevina.
- Službeno ime na njemačkom: Die im Reichsrat vertretenen Königreiche und Länder und die Länder der Heiligen Ungarischen Stephanskrone.
- Službeno ime na mađarskom: A Birodalmi Tanácsban képviselt királyságok és országok és a Magyar Szent Korona országai.
- Službeno ime na češkom: Království a země na Říšské radě zastoupené a Zemí svaté Štěpánské koruny uherské.

## Povijest
Austro-Ugarska je utemeljena 8. lipnja 1867. Austro-ugarskom nagodbom kojom je osigurana jednakopravnost Mađarske u državno-upravnim odnosima s Austrijom. Dvojna monarhija raspala se nakon poraza u Prvom svjetskom ratu.
Nakon što je Pruska 1866. u Bitki kod Sadowe porazila Njemački savez, predvođen Austrijom, te time prouzročila njegov raspad, uzdrmana carska kuća Habsburga uvidjela je nužnost za postizanje dogovora s mađarskim nacionalizmom čiji je ustanak za neovisnost ugušila 1849., uz pomoć hrvatskog bana Josipa Jelačića te velikodušnu intervenciju carske Rusije. Novonastala dualna monarhija stvorena je kao politički savez jednakopravnih državnih zajednica Austrije i Mađarske, sa zajedničkim vanjskim poslovima, vanjskom trgovinom i vojskom, te je Habsburški care ostao državnim poglavar ustavne monarhije. Takvo se državno uređenje u povijesnoj terminologiji često opisuje kao realna unija.
Odmah pri ugovornom nastanku nove Austro-Ugarske unije osjetio se val nezadovoljstva ostalih naroda u višenacionalnoj državi izostavljenih iz nagodbe te kulturno zapostavljenih koji su ubrzo osjetili novi val terora iz sada osjetno ojačale dualne hegemonije. Najizrazitije su to osjetili Slaveni u mađarskom dijelu monarhije Hrvati, Slovaci i Poljaci, što je uzrokovalo stalne napetosti u odnosima s carskom vlašću. Do ujedinjenja Italije, Austrija je patronizirala Talijane i sponzorirala talijanski jezik u područjima gdje su Hrvati bili većina – Istra, Rijeka i Dalmacija. Takvu maćehinsku politiku prema Hrvatima tek je počela blago mijenjati nakon što se ujedinjenjem malih državica na Apeninima stvorila respektabilno velika država od više desetaka milijuna stanovnika koja je imala vlastite pretenzije prema istočnoj obali Jadrana pod austrijskom kontrolom. No, Hrvati i Slovenci nikad nisu dobili samostalnu upravu te su uživali polukolonijalni status naroda koji je trebalo germanizirati.
Nakon što Italija u Prvom svjetskom ratu nije ispoštovala vojni savez s Njemačkom te nije ušla u rat na njenoj strani, poradi sukoba interesa i vlastitih pretenzija na hrvatsku obalu koja je bila dijelom Austro-Ugarske. A potom nakon što su joj sile Antante – Britansko carstvo i Francuska – obećale teritorijalnu dobit nakon rata ako uđe u rat protiv Austro-Ugarske, pograničnim su krajevima došli teški dani. Na pograničnom poluotoku Istri koji je sad bio dijelom ratne zone, austrijska vojna uprava koja je vladala Istrom je počela progoniti talijanske iredentiste, a 1916. je raspušten Istarski sabor i Pokrajinski odbor, te je to područje pripalo pod direktnu upravu komesarijat. Izgubivši stoljetni privilegirani status, u ratnom razdoblju na stotine Talijana su prebjegle u Italiju.
Tek je pred kraj prvog svjetskog rata, početkom listopada 1918. Karlo IV./I. »Manifestom naroda« dao jednaka prava svim narodnostima. Manje od mjesec dana kasnije potpisano je primirje, Austro-Ugarska je poražena, a Čehoslovačka, Poljska, Banatska Republika i Država SHS proglasili su neovisnost čime je dvojna monarhija de facto i de iure prestala postojati. Odcjepljenje je službeno potvrđeno mirovnim ugovorima u Saint Germainu s Austrijom i Trianonu s Mađarskom.

## Ustroj Austro-Ugarske
Tek osnovana dvojna monarhija trebala je biti zajednica dviju država, Austrije i Mađarske, utemeljena na istopravnosti obiju država.  Vanjska politika, vanjska trgovina kao i vojne snage su trebale biti pod zajedničkom upravom (stvarna zajednica) a austrijski car Franjo Josip I. (1867. – 1916.) je bio zajednički poglavar dvojne monarhije, u Mađarskoj okrunjen za kralja.
Zemlje pod vladavinom Austrije (Cislajtanija) su se označavale samo sa »K.u.k.« (»kaiserlich-königlich«, pri čemu se »königlich« odnosilo na češku kraljevsku tradiciju, koju je titula cara u sebi nosila), dok su se ustanove zemlje pod mađarskim vladavinom (Translajtanija) označavale oznakom »m.kir.« (»magyar kiràly«) ili »kgl.ung.« (»königlich ungarisch«).
U okviru austrijske, ali i mađarske ovlasti, pojedina područja, kao što su Galicija i Hrvatska, uživala su poseban status i imala su svoje posebne upravne strukture.
Vlast u Austro-Ugarskoj bila je podijeljena između tri strukture:
- Mađarske vlade
- Austrijske vlade
- objedinjene vlade pod okriljem monarha.

Ujedinjeno ministarsko vijeće imalo je ovlasti nad zajedničkim poslovima, a bilo je sačinjeno od tri ministra ujedinjenih resora (financije, vojska i vanjska politika), predsjednikâ vlade oba dijela monarhije, nekolicine nadvojvoda i monarha. Dva poslanička izaslanstva, austrijsko i mađarsko, sastajala su se odvojeno i izglasavala proračun Ujedinjenog ministarskog vijeća i na taj način utjecala na zajedničku administraciju. Ministri su bili odgovorni samo monarhu, koji je odlučivao o vanjskoj i vojnoj politici.
Preklapanje odgovornosti između ujedinjenog ministarstva i ministara oba dijela monarhije uzrokovalo je sukobe i neučinkovitost, pri čemu je i vojska bila žrtva istih problema. Naime, svaki je dio sam odlučivao o broju ročnika, upotrebi i preustroju vojne službe, reguliranju obveza civilnih vlasti prema vojsci. Svaka polovica dvojne monarhije je koristila svaku i najmanju šansu kako bi ometala zajedničke operacije za vlastite interese.
Odnosi između dvije polovice monarhije u smislu financijskih doprinosa svake vlade u zajedničku riznicu bili su 1867. utvrđeni Nagodbom koja se obnavljala svakih deset godina uz duge rasprave.
Razlike između austrijskog i mađarskog dijela eskalirale su sredinom 1900-ih i uzrokovale ustavnu krizu Monarhije – razlog je bila nesuglasnost glede jezika zapovijedanja u mađarskim vojnim postrojbama, produbljena dolaskom na vlast Mađarske nacionalne koalicije u travnju 1906. godine. Dogovori o ustroju monarhije nakon toga se nisu mogli postići i privremeno je obnavljan stari dogovor, i to u listopadu 1907. i studenom 1917. godine.

### Politička podjela
Rijeka Leitha (Lajta) bila je granica između austrijske i ugarske polovice monarhije. Zapadni dio carstva pod austrijskom upravom nazvao se Cislajtanija (područje prije rijeke Leithe s austrijske perspektive), dok se istočni dio carstva pod mađarskom upravom nazivao se Translajtanija (područje preko rijeke Leithe). Bosnom i Hercegovinom koja je bila pod austrougarskom upravom od 1878., zajednički su upravljali oba dijela monarhije.
Ova tablica prikazuje stanje u monarhiji prema popisu stanovništva od 31. prosinca 1910. godine.
| Karta Austro-Ugarske | |
| \| - Cislajtanija \| \| \| 1. Češka 2. Bukovina 3. Koruška 4. Kranjska 5. Dalmacija 6. Galicija i Lodomerija 7. Austrijsko primorje 8. Donja Austrija \| 9. Moravska 10. Salzburg 11. Austrijska Šleska 12. Štajerska 13. Tirol 14. Gornja Austrija 15. Vorarlberg \| \| - Translajtanija \| \| \| 16. Ugarska sa Sedmogradskom (Erdeljem) \| 17. Hrvatska i Slavonija \| \| - 18. Bosna i Hercegovina \| \| | |
| - Cislajtanija | |
| 1. Češka 2. Bukovina 3. Koruška 4. Kranjska 5. Dalmacija 6. Galicija i Lodomerija 7. Austrijsko primorje 8. Donja Austrija | 9. Moravska 10. Salzburg 11. Austrijska Šleska 12. Štajerska 13. Tirol 14. Gornja Austrija 15. Vorarlberg |
| - Translajtanija | |
| 16. Ugarska sa Sedmogradskom (Erdeljem) | 17. Hrvatska i Slavonija                                                                                  |
| - 18. Bosna i Hercegovina | |

| Zemlja              | Glavni grad (br. stan.) | Površina u km² | Stanovništvo |
| ------------------- | ----------------------- | -------------- | ------------ |
| Češka (Bohemija)    | Prag (224.000)          | 51.948         | 6.769.000    |
| Dalmacija           | Zadar (14.000)          | 12.833         | 646.000      |
| Galicija            | Lavov (206.000)         | 78.493         | 8.025.000    |
| Donja Austrija      | Beč (2.031.000)         | 19.822         | 3.532.000    |
| Gornja Austrija     | Linz (71.000)           | 11.981         | 853.000      |
| Bukovina            | Černovci (87.000)       | 10.442         | 800.000      |
| Koruška             | Klagenfurt (29.000)     | 10.327         | 396.000      |
| Kranjska            | Ljubljana (47.000)      | 9.955          | 526.000      |
| Salzburg            | Salzburg (36.000)       | 7.153          | 215.000      |
| Austrijska Šleska   | Opava (31.000)          | 5.147          | 757.000      |
| Štajerska           | Graz (152.000)          | 22.426         | 1.444.000    |
| Moravska            | Brno (126.000)          | 22.222         | 2.622.000    |
| Tirol               | Innsbruck (53.000)      | 26.683         | 946.000      |
| Austrijsko primorje | Trst (161.000)          | 7.969          | 895.000      |
| Vorarlberg          | Bregenz (9.000)         | 2.601          | 145.000      |

| Zemlja               | Glavni grad          | Površina u km² | Stanovništvo |
| -------------------- | -------------------- | -------------- | ------------ |
| Ugarska              | Budimpešta (882.000) | 282.297        | 18.265.000   |
| Hrvatska i Slavonija | Zagreb (80.000)      | 42.534         | 2.622.000    |
| Rijeka s okolicom    | Rijeka (39.000)      | 21             | 48.800       |

| Zemlja              | Glavni grad       | Površina u km² | Stanovništvo |
| ------------------- | ----------------- | -------------- | ------------ |
| Bosna i Hercegovina | Sarajevo (52.000) | 51.082         | 1.932.000    |

Za razliku od ostalih europskih sila, Austro-Ugarska nije imala kolonijalnih ambicija. Jedini izvaneuropski posjed monarhije bilo je malo koncesijsko područje u kineskom gradu Tiencinu kojeg je monarhija držala između 1901. i 1917. godine.

## Gospodarstvo
Austro-Ugarska u svojem kratkom političkom životu, kao i ostale tadašnje europske države doživljava veliki gospodarski napredak. To ništa bolje ne prikazuje od uspoređivanja situacije 1870. i 1911. godine kada korištenje željezne rudače raste s 520.000 tona na 2.150.000 tona ili gotovo 400 %. U istom razdoblju industrijska proizvodnja Austrije raste 300 % dok ona Ugarske značajno više. Slična situacija se događa i sa željeznicom pošto kilometri izgrađenih pruga rastu s 9,600 kilometara 1870. godine na 36.300 kilometara 1900. godine kada Austro-Ugarska dostiže Njemačku i Veliku Britaniju po omjeru broja stanovnika i izgrađenih kilometara pruga. Sudbinu industrije prati i poljoprivreda. Iako dolazi do pada od 14 % broja stanovnika koji se bavi poljoprivredom prinosi rastu velikom stopom tako da Ugarska u zadnjim godinama (1864. – 1866.) prije stvaranja Austro-Ugarske proizvodi godišnje 1.720.000 tona pšenice i 200.000 tona šećerne repe, a u zadnjim predratnim godinama (1911. – 1913.) će proizvoditi 4.910.000 tona pšenice i 4.333.000 tone šećerne repe (20 puta više).
Ipak, najveći gospodarski uspjeh Austrije postaju škole pošto s 1705 školske djece na 10.000 stanovnika ona prestiže ostale europske države. Njemačka tada na primjer ima »samo« 1581, Francuska 1435, a Ugarska 1317 školske djece na 10.000 stanovnika.
Ti svi neupitno pozitivni ekonomski podaci govore da je Austro-Ugarska morala štediti na nekim drugim poljima kako bi nastavila ta ulaganja. Potencijalno prva od tih ušteda postaje zdravstvo tako da je Austro-Ugarska država s najvećom stopom smrtnosti djece mlađe od godinu dana u zapadnoj Europi. Njena smrtnost od 21,5 % je veća od Njemačke ili Francuske, a gotovo dvostruko veća od one u Velikoj Britaniji.
Druga za državu mnogo pogubnija proračunska ušteda postaje ona vojna. Rast broja stanovnika carstva između 1870. i 1914. je bio 48 %, a ekonomski se u tom razdoblju računao stotinama posto, što će rezultirati povećanjem proračuna kopnene vojske od samo 14%. Konačna posljedica toga postaje povećanje broja vojnika s 290.500 1872. godine na samo 327.600 vojnika 1910. godine, što je od Austro-Ugarske napravilo najmanju »veliku« silu. Završni dokaz te sramotno malene vojske je pokazala malena Srbija 1914. godine svojom mobilizacijom 420.000 vojnika (Austro-Ugarska će tijekom rata mobilizirati 3,35 milijuna vojnika).

## Stanovništvo
Ovo su podaci popisa stanovništva od 31. prosinca 1910. godine.

### Ukupno stanovništvo Austro-Ugarske 1910. godine
| Područje            | Ukupan broj | %     |
| ------------------- | ----------- | ----- |
| Cislajtanija        | 28.571.934  | 55,6  |
| Translajtanija      | 20.886.487  | 40,6  |
| Bosna i Hercegovina | 1.931.802   | 3,8   |
| Ukupno              | 51.390.223  | 100,0 |

### Govorni jezici Austro-Ugarske 1910. godine
| Jezik                            | Ukupan broj | %     |
| -------------------------------- | ----------- | ----- |
| njemački                         | 12.006.521  | 23,36 |
| mađarski                         | 10.056.315  | 19,57 |
| češki                            | 6.442.133   | 12,54 |
| poljski                          | 4.976.804   | 9,68  |
| hrvatski                         | 4.380.891   | 8,52  |
| rutenski (rusinski i ukrajinski) | 3.997.831   | 7,78  |
| rumunjski                        | 3.224.147   | 6,27  |
| slovački                         | 1.967.970   | 3,83  |
| slovenski                        | 1.255.620   | 2,44  |
| talijanski                       | 768.422     | 1,50  |
| ostali                           | 2.313.569   | 4,51  |
| ukupno                           | 51.390.223  | 100   |

### Religije u Austro-Ugarskoj 1910. godine
| Religije    | Ukupan broj | Austrijski dio monarhije | Ugarski dio monarhije | Bosna i Hercegovina |
| ----------- | ----------- | ------------------------ | --------------------- | ------------------- |
| katolici    | 76,6 %      | 90,9 %                   | 61,8 %                | 22,9 %              |
| protestanti | 8,9 %       | 2,1 %                    | 19,0 %                | 0 %                 |
| pravoslavci | 8,7 %       | 2,3 %                    | 14,3 %                | 43,5 %              |
| židovi      | 4,4 %       | 4,7 %                    | 4,9 %                 | 0,6 %               |
| muslimani   | 1,3 %       | 0 %                      | 0 %                   | 32,7 %              |

### Govorni jezici u austrijskom dijelu monarhije 1910. godine
| Krunske zemlje      | Glavni govorni jezik | ostali jezici (s udjelom većim od 2 %)                   |
| ------------------- | -------------------- | -------------------------------------------------------- |
| Češka               | češki (63,2 %)       | njemački (36,8 %)                                        |
| Dalmacija           | hrvatski (96,2 %)    | talijanski (2,8 %)                                       |
| Galicija            | poljski (58,6 %)     | ukrajinski (40,2 %)                                      |
| Donja Austrija      | njemački (95,9 %)    | češki (3,8 %)                                            |
| Gornja Austrija     | njemački (99,7 %)    |                                                          |
| Bukovina            | ukrajinski (38,4 %)  | rumunjski (34,4 %), njemački (21,2 %), poljski (4,6 %)   |
| Koruška             | njemački (78,6 %)    | slovenski (21,2 %)                                       |
| Kranjska            | slovenski (94,4 %)   | njemački (5,4 %)                                         |
| Salzburg            | njemački (99,7 %)    |                                                          |
| Austrijska Šleska   | njemački (43,9 %)    | poljski (31,7 %), češki (24,3 %)                         |
| Štajerska           | njemački (70,5 %)    | slovenski (29,4 %)                                       |
| Moravska            | češki (71,8 %)       | njemački (27,6 %)                                        |
| Tirol               | njemački (57,3 %)    | talijanski (42,1 %)                                      |
| Austrijsko primorje | slovenski (37,3 %)   | talijanski (34,5 %), hrvatski (24,4 %), njemački (2,5 %) |
| Vorarlberg          | njemački (95,4 %)    | talijanski (4,4 %)                                       |

## Zastave i grbovi Austro-Ugarske Monarhije

### Zastave
Austro-Ugarska nije imala zajedničku zastavu. »Nacionalna zastava« nije mogla postojati, pošto se Dvojna Monarhija sastojala od dvije suverene države. Međutim, zastava vladajuće dinastije Habsburg ponekad se koristila kao de facto nacionalna zastava, a 1869. uvedena je zajednička civilna pomorska zastava za civilna plovila. Do 1918. Austrougarska ratna mornarica je nastavila koristiti austrijsku zastavu koju je koristila od 1786; i pukovi Austrougarske vojske su nosili zastavu sa dvoglavim orlom koju su koristili prije 1867., jer su u mnogim slučajevima imale dugu povijest. Nove zastave stvorene 1915. nisu primijenjene zbog rata koji je bio u toku. Na državnim funkcijama, korištene su austrijska crno-žuta dvobojka i ugarska crveno-bijelo-zelena trobojka.
Austriju je predstavljala crno-žuta zastava. Ugarski dio države nije imao svoju zastavu. Prema Hrvatsko-ugarskoj nagodbi (čl. 62. i 63.), u svim zajedničkim hrvatskim i ugarskim poslovima morali su se koristiti simboli Ugarske i Hrvatske. Na primjer, kad god je zajednički Ugarsko-hrvatski sabor održavao sjednicu u Budimpešti, na zgradi sabora bile su istaknute i hrvatska i ugarska zastava. U Beču, ispred dvorca Schönbrunn, bile su istaknute crno-žute zastave Cislajtanije (austrijski dio), dok su hrvatska i ugarska zastava bile istaknute za Translajtaniju (ugarski dio). Uža Ugarska je koristila crveno-bijelo-zelenu trobojku sa ugarskim grbom, koji se ponekad koristio za predstavljanje cjelokupne Zemlje krune Svetog Stjepana. Dvostruka građanska zastava, kao simbol »korporativnog identiteta«, korištena je i kao konzularna zastava, prema dekretu od 18. veljače 1869. godine. U upotrebu je ušla 1. kolovoza 1869. godine. Legacije su, međutim, isticale crno-žutu zastavu Austrije uz crveno-bijelo-zelenu zastavu Ugarske, dok su ambasade isticale dvije nacionalne zastave uz zastavu carskog stijega.

#### Cislajtanija
- Zastava Habsburške Monarhije, Austrijskog Carstva, a kasnije i Cislajtanije. De facto korištena i kao zastava Austro-Ugarske.

#### Translajtanija
- Zastava Kraljevine Ugarske (1867. – 1918.). Često korištena i kao zastava Translajtanije.
- Zastava Kraljevine Ugarske bez anđela (1896. – 1915.)
- Zastava Kraljevine Ugarske (pojednostavljeni prikaz)

- Zastava Kraljevine Hrvatske i Slavonije (1868. – 1918.)
- Neslužbena, ali često korištena zastava Kraljevine Hrvatske i Slavonije
- Zastava Kraljevine Hrvatske i Slavonije (pojednostavljeni prikaz)

#### Civilne i trgovačke zastave
- Civilna zastava Austro-Ugarske Monarhije (1869. – 1918.)
- Civilna zastava Austro-Ugarske Monarhije (1869. – 1918.) (pojednostavljeni prikaz)
- Neslužbena i neusvojena inačica civilne zastave bez grbova Austrije i Ugarske.

#### Ratne i pomorske zastave
- Zastava ratne mornarice (austrijski dio) (1786. – 1915.)
- Zastava ratne mornarice (austrijski dio) (pojednostavljeni prikaz) (1786. – 1915.)

- Zastava ratne mornarice (ugarski dio) (1848. – 1918.)
- Zastava ratne mornarice (ugarski dio) (pojednostavljeni prikaz) (1848. – 1918.)

- Zastava ratne mornarice (zajednička) (1915. – 1918.)
- Zastava ratne mornarice (zajednička) (pojednostavljeni prikaz) (1915. – 1918.)

- Ratna zastava Austro-Ugarske (1915. – 1918.)
- Ratna zastava Austro-Ugarske (pojednostavljeni prikaz) (1915. – 1918.)

#### Stijegovi
- Carski stijeg Austrijskog Carstva sa malim grbom (korišten do 1915.)
- Carski stijeg Austrijskog Carstva sa velikim grbom (korišten do 1915.)
- Carski stijeg (1915. – 1918.)

### Grbovi
- Grb Austrijskog Carstva (do 1915.)
- Grb Austrijskog Carstva iz 1867.
- Grb Austro-Ugarske iz 1916.
- Veliki grb Austro-Ugarske (1915. – 1918.)

- Grb austrijskog dijela »Dvojne Monarhije« (1915. – 1918.)
- Grb mađarskog dijela »Dvojne Monarhije« (1915. – 1918.)

## Vanjske poveznice
|  | Zajednički poslužitelj ima stranicu o temi Austro-Ugarska Monarhija |

- Austro-Ugarska Hrvatska enciklopedija (LZMK)
- Popis stanovništva 1857. godine  Arhivirana inačica izvorne stranice od 3. srpnja 2009. (Wayback Machine)
- Vojne karte Austro-Ugarske Monarhije
- Povijesne karte Srednje i istočne Europe